# Pirol
Pirolul este un compus heterociclic aromatic format dintr-un nucleu cu cinci membri, cu formula chimică C4H4NH. Este un lichid incolor, volatil, care se înnegrește în contactul cu aerul. Derivații acestuia se numesc piroli, un exemplu fiind N-metilpirolul, C4H4NCH3.

## Sinteza
Este produs industrial prin tratarea furanului cu amoniac în prezența catalizatorilor acizi solizi, ca SiO2 și  Al2O3.

### Laborator

#### Metoda Paal-Knorr

Are la bază reacția de condensare a unei amino-cetone cu o cetonă.

Mult mai bine se pare că reacționează esterii β cetonici cu α nitrozo-cetone.(1)

#### Metoda Hantzsch

Intermediarul se pare că este un ester amino crotonic

Are la bază reacția dintre cloroacetonă cu ester acetil acetic și tratarea intermediarului cu amoniac.

## Proprietăți fizico-chimice
Lichid incolor cu miros caracteristic. O reacție de identificarea a sa este aceea a unei bucățele de lemn tratate cu acid sulfuric și introdusă în atmosferă de vapori de pirol; datorită ligninei, lemnul se va colora în verde.

### Caracterul aromatic
Caracterul aromatic (aromaticitatea) al pirolului este dat de electronii neparticipanți din orbitalii p cu electronii π ai dublelor legături. Confirmarea caracterului aromatic a pirolului este bazicitatea sa extrem de slabă pKb=0 și aciditatea sa mare pKa = 15, dar și reactivitatea sa crescută față de reactivii nucleofili, reactivitatea fiind în ordinea:
pirol >> furan > tiofen > benzen.
Sub influența acizilor tari, are loc desfacerea conjugării aromatice, formîndu-se legături duble de tip dienă; datorită acestui fapt polimerizarea are loc prin sinteză dien.

### Comportarea chimică
Este o bază extrem de slabă, iar majoritatea reacțiilor chimice sunt extrem de asemănătoare cu fenolii:
- KOH (hidroxidul de potasiu), formează pirolat de potasiu

.Pirilpoatsiu sau pirolatul de potasiu reacționează cu halogenuri de alchil formînd derivați substituiți la azot

- Halogenii au o reacție energică, (se lucrează în soluții diluate de eter sau alcool), formînd compuși tetrahalogenați, sau pentahalogenați de tipul pentacloropirolului.
- Cu reactivul Grignard (CH3MgBr) formînd halogenuri de piriliu

Datorită caracterului său protic, ele se comportă ca acid, formînd săruri cu metalele alcaline

- Nitrarea nu se efectuează în soluții puternic acide(are loc polimerizarea)
- Formilarea are loc cu HCN, HCl/ZnCl2, în mediu de DMF (dimetilformamidă)

## Compuși ai pirolului cu nuclee condensate
- Benzopirolul sau indolul cu derivații săi:
  - Triptofan (acidul α-amino β-indolil (3)propionic
  - Serotonina (5 hidroxi-triptamina)
  - Oxindol (2 hidroxi indol) și indoxilul (3 hidroxi indol)

### Compuși naturali cu nuclee  pirolice
- Porfină
- Hemoglobină
- Clorofila a, Clorofila b
- Coloranții biliari